# Albavilla
Albavilla là một đô thị ở tỉnh Como trong vùng Lombardia, có cự ly khoảng 35 km về phía bắc của Milano và khoảng 8 km về phía đông của Como. Tại thời điểm ngày 31 tháng 12 năm 2004, đô thị này có dân số 6.070 người và diện tích là 10,6 km².
Đô thị Albavilla có các frazioni (các đơn vị trực thuộc, chủ yếu là các làng) Carcano, Corogna, Vill'Albese, Molena, và Saruggia.
Albavilla giáp các đô thị: Albese con Cassano, Alserio, Erba, Faggeto Lario, Monguzzo, Orsenigo.